# Підводні човни типу «Сарго»
| ПЧ типу «Сарго»            | ПЧ типу «Сарго»                                                      | ПЧ типу «Сарго»                                                      |
| -------------------------- | -------------------------------------------------------------------- | -------------------------------------------------------------------- |
| Sargo-class submarine      |                                                                      |                                                                      |
|                            |                                                                      |                                                                      |
| Sargo                      |                                                                      |                                                                      |
| Під прапором               | США                                                                  | США                                                                  |
| Спуск на воду              | 1937—1939 рр (10 човнів)                                             | 1937—1939 рр (10 човнів)                                             |
| Виведений зі складу флоту  | 1941—1946 рр                                                         | 1941—1946 рр                                                         |
| Сучасний статус            | утилізовані                                                          | утилізовані                                                          |
| Проєкт                     |                                                                      |                                                                      |
| Розробник проєкту          | Electric Boat, Portsmouth Naval Shipyard, Mare Island Naval Shipyard | Electric Boat, Portsmouth Naval Shipyard, Mare Island Naval Shipyard |
| Основні характеристики     |                                                                      |                                                                      |
| Швидкість (надводна)       | 21 вузлів (39 км/год)                                                | 21 вузлів (39 км/год)                                                |
| Швидкість (підводна)       | 8,75 вузлів (16 км/год)                                              | 8,75 вузлів (16 км/год)                                              |
| Гранична глибина занурення | 76 м                                                                 | 76 м                                                                 |
| Екіпаж                     | 59 осіб                                                              | 59 осіб                                                              |
| Розміри                    |                                                                      |                                                                      |
| Довжина найбільша (по КВЛ) | 94,64 м                                                              | 94,64 м                                                              |
| Ширина корпусу найб.       | 8,18 м                                                               | 8,18 м                                                               |
| Середня осадка (по КВЛ)    | 5,08 м                                                               | 5,08 м                                                               |
| Озброєння                  |                                                                      |                                                                      |
| Артилерія                  | 1 х (3") 76-мм / 50 калібрів 2 х 12,7-мм (0,5") 4 х 7,62-мм (0,3")   | 1 х (3") 76-мм / 50 калібрів 2 х 12,7-мм (0,5") 4 х 7,62-мм (0,3")   |
| Торпедно- мінне озброєння  | 4 носових і 4 кормових ТА калібру 21 дюймів — 533 мм, 24 торпед      | 4 носових і 4 кормових ТА калібру 21 дюймів — 533 мм, 24 торпед      |
| Зображення на Вікісховищі  |                                                                      |                                                                      |

Підводні човни типу «Сарго» — 10 підводних човнів ВМС США, конструкція яких була продовженням та вдосконаленням човнів типу «Салмон». Несли службу у 1939—1946 рр. Брали активну участь у Другій світовій війні.

## Конструкція
Човни «Сарго» були багато в чому схожі на човни типу «Салмон», але мали дві основні відмінності: енергетичну установку та вдосконалену конструкцію батареї.
Спроба отримати більшу потужність з меншої енергетичної установки, як в інших сучасних конструкціях, за рахунок одночасної подвійної дії (електричної і дизельної), виявилася ненадійною в експлуатації.
Під час Друга світова війна у всіх човнів були замінені двигуни з General Motors на Electro-Motive Diesel.
На початку 1943 року Bureau of Steam Engineering розробило нову свинцево-кислотна батарея, щоб протистояти бойовим ушкодженням, відому як батареї Sargo. Вони були спочатку встановлені на човні USS Sargo (SS-188). Замість корпусу з твердої гуми у них був подвійний корпус, один з твердої, а другий з м'якої гуми. Це мало запобігти витоку сірчаної кислоти в разі появи тріщини Це стало стандартом на підводних човнах. Ємність кожної секції була трохи збільшена шляхом установки 126 батарей замість 120; це також підняло номінальну напругу від 250 вольт до 270 вольт, що теж стало стандартом у США донині, в тому числі і для резервних батарей атомних підводних човнів.

## Історія
До кінця 1941 року перші шість човнів даного типу базувались спочатку в Сан-Дієго, потім в Перл-Гарборі. Решту чотири були відправлені на Філіппіни незабаром після введення в експлуатацію. У жовтні 1941 року і більшість інших нових підводних човнів були передані на Філіппіни, як частина запізнілої спроби зміцнити сили США та їх союзників у Південно-Східній Азії. Японська окупація південного Індокитаю і американо-англо-голландська відповідь нафтовим ембарго у серпні 1941 року підсилили міжнародну напруженість.
Після японського нападу на Перл-Гарбор 7 грудня 1941 підводні човни США були основною ударною силою

## Представники
| Назва      | Завод                                            | Закладений | Спущений на воду | Переданий флоту | Завершення служби |
| ---------- | ------------------------------------------------ | ---------- | ---------------- | --------------- | --- |
| «Сарго»    | Electric Boat, Гротон (Коннектикут)              | 12.05.1937 | 6.06.1938        | 7.02.1939       | Утилізований 19 травня 1947 на Learner Company в Окленді |
| «Саурі»    | Electric Boat, Гротон (Коннектикут)              | 28.06.1939 | 20.08.1938       | 3.04.1939       | Утилізований 19 травня 1947 на Learner Company в Окленді |
| «Сперфіш»  | Electric Boat, Гротон (Коннектикут)              | 9.09.1937  | 29.10.1938       | 12.07.1939      | Утилізований 19 травня 1947 на Learner Company в Окленді |
| «Скулпін»  | Portsmouth Navy Yard, Кіттері (Мен)              | 7.09.1937  | 27.07.1938       | 16.01.1939      | Був пошкоджений глибинними бомбами і потоплений гарматним вогнем з японського корабля IJNS Yamagumo 19 листопада 1943                                                        |
| «Скволус»  | Portsmouth Navy Yard, Кіттері (Мен)              | 18.10.1937 | 14.09.1938       | 1.03.1939       | Затонув 23 травня 1939 року під час ходових випробувань. Був піднятий й відновлений до 15 травня 1940 Утилізований 18 червня 1948 на Luria Brothers and Company, Філадельфія |
| «Сордфіш»  | Mare Island Naval Shipyard, Вальєхо (Каліфорнія) | 27.10.1937 | 4.01.1939        | 22.07.1939      | Потоплений глибинними бомбами скинутими з японських протичовнових суден 12 січня 1945                                                                                        |
| «Сідрагон» | Electric Boat, Гротон (Коннектикут)              | 18.04.1938 | 21.04.1939       | 23 October 1939 | Утилізований 2 липня 1948 на Luria Brothers and Company, Філадельфія |
| «Сілайон»  | Electric Boat, Гротон (Коннектикут)              | 20.06.1938 | 25.05.1939       | 27.11.1939      | Потоплений внаслідок атаки глибинними бомбами з японського літака 10 грудня 1941; виключений зі списків флоту 25 грудня 1941                                                 |
| «Сірейвен» | Portsmouth Navy Yard, Кіттері (Мен)              | 9.08.1938  | 21.06.1939       | 2.10.1939       | Затонув при випробуванні атомної бомби біля атола Бікіні у 1946, був піднятий і використовувався як мішень до 11 вересня 1948 року.                                          |
| «Сівулф»   | Portsmouth Navy Yard, Кіттері (Мен)              | 27.09.1938 | 15.08.1939       | 1.12.1939       | Потоплений «дружнім вогнем» з човна «Річард Ровелл» 3 жовтня 1944 |